# Єфремов Леонід Миколайович
Леонід Миколайович Єфремов (нар. 7 червня 1912, місто Воронеж, тепер Російська Федерація — 25 червня 2007, місто Москва) — радянський партійний, державний діяч. Перший секретар Курського (1952—1958), Горьковського (1958—1962) обкомів КПРС, Ставропольського крайкому КПРС (1964—1970). Кандидат у члени Президії ЦК КПРС (23 листопада 1962 — 29 березня 1966 року). Член Бюро ЦК КПРС по РРФСР з 1959 по січень 1965, перший заступника голови Бюро ЦК КПРС по РРФСР з грудня 1962 по січень 1965. Член ЦК КПРС (1952—1971), член Центральної Ревізійної Комісії КПРС (1971—1989). Депутат Верховної Ради Російської РФСР. Депутат Верховної Ради СРСР 3—7-го скликань.

## Біографія
Народився в родині вчителя, рано втратив батька.
У 1933 році закінчив ремонтно-механічний факультет Воронезького інституту механізації сільського господарства.
У 1933—1935 роках — технічний керівник ремонтно-тракторних майстерень в місті Абакані Західно-Сибірського краю.
У 1935—1937 роках — завідувач машинно-технічного відділу, головний інженер виробничого управління Воронезького обласного земельного управління. З 1935 по 1941 рік навчався на механіко-машинобудівному факультеті Всесоюзного заочного індустріального інституту у Москві, але інститут не закінчив.
У 1937—1940 роках — інспектор, старший інспектор з ремонту обладнання, механік цеху, заступник головного механіка Воронезького авіаційного заводу № 18 імені Ворошилова.
У 1940—1941 роках — старший приймальник обладнання Торгового представництва СРСР в Німеччині.
Член ВКП(б) з 1941 року.
У 1941 році повернувся на Воронезький авіаційний завод № 18, де до листопада 1941 року працював головним механіком. У листопаді 1941 разом із заводом був евакуйований до міста Куйбишева, де продовжив працювати головним механіком заводу № 18 до листопада 1944 року. З листопада 1944 по 1945 рік — парторг ЦК ВКП(б) Воронезького авіаційного заводу № 18 у місті Куйбишеві.
У 1945—1946 роках — 1-й секретар Кіровського районного комітету ВКП(б) міста Куйбишева.
У 1946—1949 роках — 2-й секретар Куйбишевського міського комітету ВКП(б) Куйбишевської області.
У 1949 — 31 травня 1951 року — 2-й секретар Куйбишевського обласного комітету ВКП(б).
7 червня 1951 — 26 вересня 1952 року — голова виконавчого комітету Куйбишевської обласної Ради депутатів трудящих.
Встигнувши пробути у серпні 1952 року два дні інспектором ЦК ВКП(б), був направлений на партійну роботу до Курська.
22 серпня 1952 — 26 серпня 1958 року — 1-й секретар Курського обласного комітету КПРС.
23 серпня 1958 — 7 грудня 1962 року — 1-й секретар Горьковського обласного комітету КПРС.
У грудні 1962 — січні 1965 року — 1-й заступник голови Бюро ЦК КПРС по РРФСР і, одночасно, голова Бюро ЦК КПРС з керівництва сільським господарством Російської РФСР.
У грудні 1964 — 10 квітня 1970 року — 1-й секретар Ставропольського крайового комітету КПРС. На цій посаді його змінив Михайло Горбачов.
У березні 1970 — 1988 року — 1-й заступник голови Державного комітету РМ СРСР з науки і техніки.
З 1988 року — персональний пенсіонер союзного значення. Проживав у Москві. Похований на Кунцевському цвинтарі Москви

## Нагороди
- п'ять орденів Леніна (2.07.1945; 7.12.1957; 6.06.1962; 4.06.1982; 5.06.1987)
- орден Жовтневої Революції (9.09.1971)
- три ордени Трудового Червоного Прапора (21.06.1943; 19.04.1967; 17.03.1976)
- орден Червоної Зірки (01.01.1942)
- медаль «За трудову доблесть»
- медаль  «За заслуги перед Ставропольським краєм» (2002)
- медалі